# SN 1996ao
SN 1996ao – supernowa nieznanego typu odkryta 2 sierpnia 1996 roku w galaktyce A032803-5253. W momencie odkrycia miała maksymalną jasność 19,00m.